# Климовское сельское поселение (Вологодская область)
Климовское сельское поселение — сельское поселение в составе Череповецкого района Вологодской области.
Центр — деревня Климовское.
Образовано 1 января 2006 года в соответствии с Федеральным законом № 131 «Об общих принципах организации местного самоуправления в Российской Федерации».
В состав сельского поселения вошёл Климовский сельсовет.
По данным переписи 2010 года население — 2624 человека.

## Расположение
Расположено в северной части района. Граничит:
- на западе с Воскресенским сельским поселением,
- на юге с Яргомжским сельским поселением,
- на востоке с Ягановским сельским поселением.

Административный центр поселения — деревня Климовское — расположен в 5 км от автодороги Р6. По территории сельского поселения протекает река Конома.

## Населённые пункты
В 1999 году был утверждён список населённых пунктов Вологодской области. С тех пор состав Климовского сельсовета не менялся.
В состав сельского поселения входят 7 деревень.
| Населённый пункт     | ОКАТО          | Рег. номер | Расстояние до районного центра, км | Расстояние до центра поселения, км | Координаты                      |
| -------------------- | -------------- | ---------- | ---------------------------------- | ---------------------------------- | ------------------------------- |
| деревня Васильевское | 19 256 850 002 | 7608       | 35                                 | 5                                  | 59°22′22″ с. ш. 38°00′14″ в. д. |
| деревня Гаврино      | 19 256 850 003 | 7609       | 32                                 | 2                                  | 59°20′20″ с. ш. 38°01′32″ в. д. |
| деревня Гренево      | 19 256 850 004 | 7610       | 38                                 | 8                                  | 59°22′04″ с. ш. 38°03′33″ в. д. |
| деревня Климовское   | 19 256 850 001 | 7607       | 30                                 | —                                  | 59°20′42″ с. ш. 38°01′02″ в. д. |
| деревня Перхино      | 19 256 850 005 | 7612       | 38                                 | 8                                  | 59°22′16″ с. ш. 38°02′51″ в. д. |
| деревня Поповское    | 19 256 850 006 | 7611       | 32                                 | 2                                  | 59°21′12″ с. ш. 38°00′12″ в. д. |
| деревня Частобово    | 19 256 850 007 | 7613       | 36                                 | 6                                  | 59°21′59″ с. ш. 38°01′06″ в. д. |